# Вінс Ґаллагер
Вінс Ґаллагер (англ. Vince Gallagher, 30 квітня 1899 — 27 червня 1983) — американський академічний веслувальник.
Олімпійський чемпіон 1920 року в складі вісімки.